# Moskvá (2000)
El Moskvá (en ruso: Москва, lit. 'Moscú'), anteriormente Slava (en ruso: Слава, lit. 'Gloria'), fue un buque de guerra de la Armada Soviética y posteriormente la Armada de Rusia. Era el buque principal de la clase de cruceros lanzamisiles del proyecto 1164. Botado en 1979, resultó hundido el 14 de abril de 2022 en acción de guerra. En el momento de su hundimiento era el buque insignia de la Flota del Mar Negro.
La embarcación tuvo un papel importante en el despliegue y ataque naval del ejército ruso durante la invasión de Ucrania por el sur. Se hundió en el mar Negro el 14 de abril de 2022 mientras estaba siendo remolcado a puerto, provocando la muerte de al menos un marinero y 27 desaparecidos.
Según las autoridades ucranianas, la nave sufrió graves daños tras ser alcanzada por dos misiles de crucero antibuque Neptuno, que provocaron un incendio a bordo y la evacuación de su tripulación. Sin embargo, las autoridades rusas indicaron que se había registrado un incendio a bordo la noche anterior que provocó la detonación de la munición acumulada en su interior.
El lugar del hundimiento fue declarado patrimonio cultural subacuático de Ucrania.

## Historial

### ComoSlava

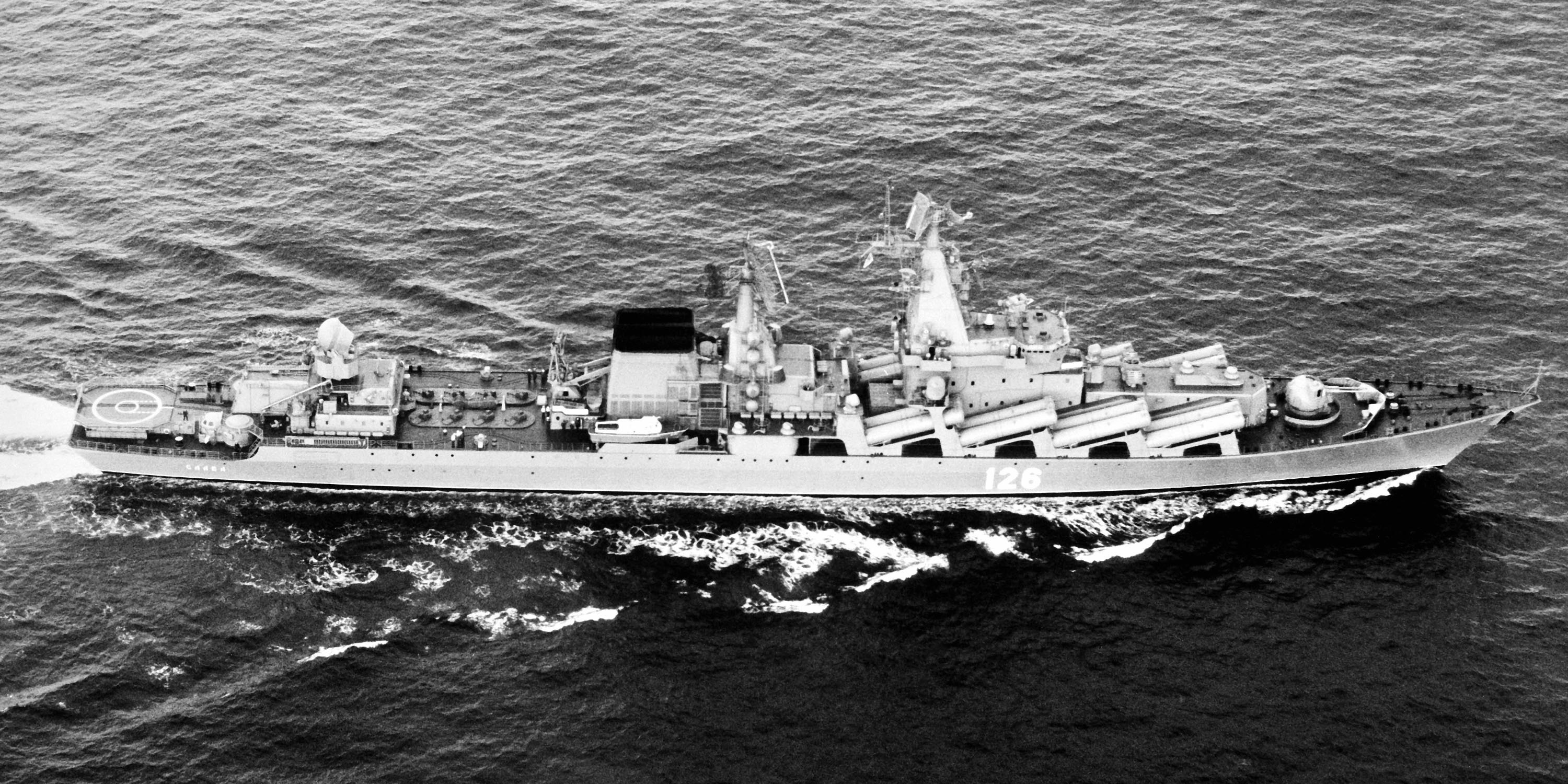
El Slava navegando en el año 1983.

El crucero fue construido en 1976 en el astillero 445 del Astillero del Mar Negro de Mykoláiv, puerto fluvial de la República Socialista Soviética de Ucrania, siendo botado en 1979 como Slava, y asignado a finales de 1982.
Entre el 18 y el 22 de noviembre de 1986, el buque visitó el puerto griego de El Pireo.
El Slava participó en la Cumbre de Malta (2-3 de diciembre de 1989) entre el líder soviético Mijaíl Gorbachov y el presidente estadounidense George H. W. Bush. Fue utilizado por la delegación soviética, mientras que la estadounidense tenía sus dormitorios a bordo del USS Belknap. Los barcos estaban anclados en una rada frente a la costa de Marsaxlokk. El tiempo tormentoso y el mar agitado hicieron que se cancelaran o reprogramaran algunas reuniones. Al final, las reuniones tuvieron lugar a bordo del Maxim Gorkiy, un crucero soviético anclado en el puerto de La Valeta.
El Slava regresó a Mykoláiv en diciembre de 1990 para una remodelación que duró hasta abril de 2000.

### ComoMoskvá

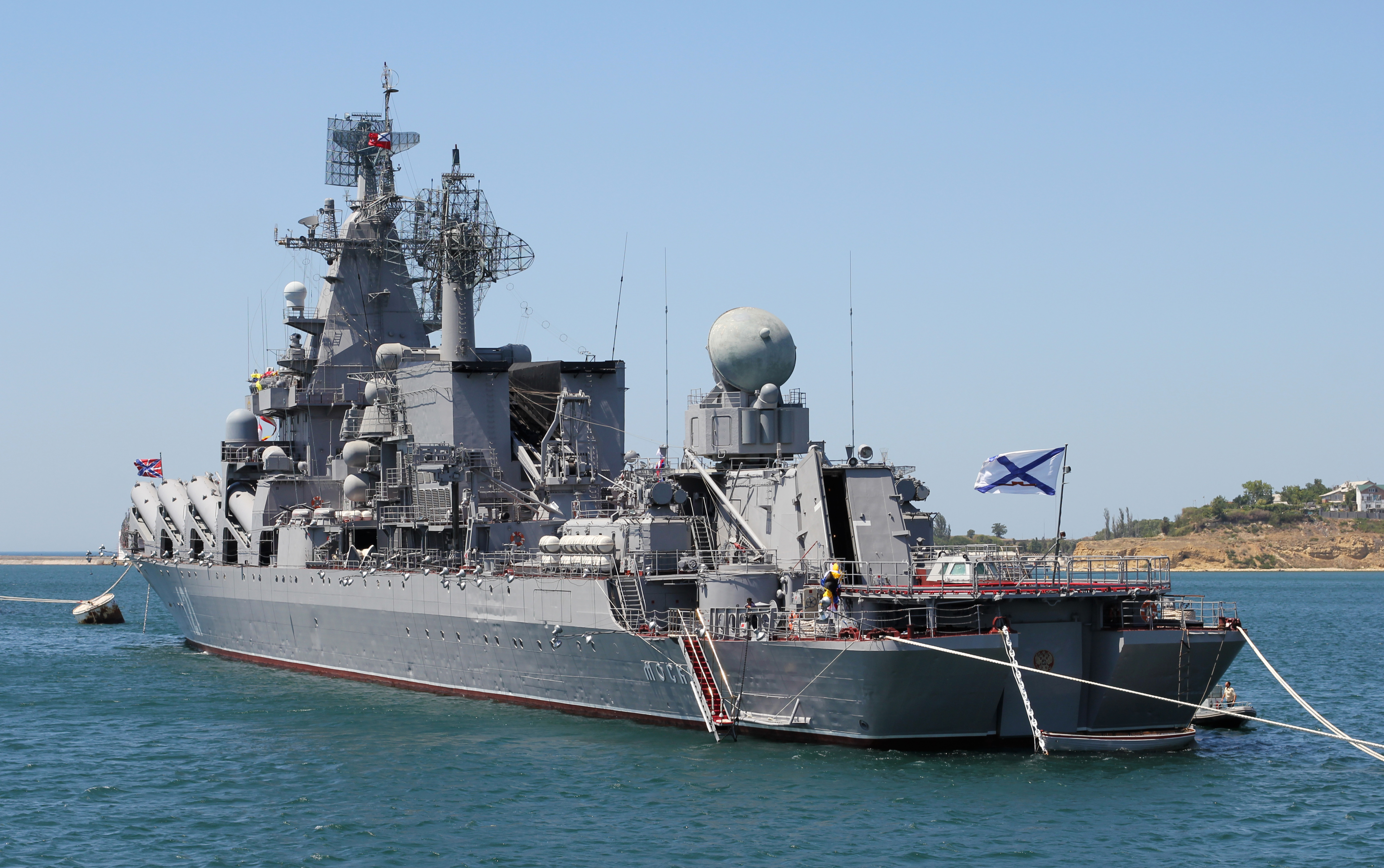
El Moskvá en puerto en 2012.

En abril de 2000, fue rebautizado como Moskvá y sustituyó al crucero de clase Kynda Almirante Golovkó como buque insignia de la Flota del Mar Negro.
A principios de abril de 2003, el Moskvá, junto con la patrullera rusa Pytlivy, el Smetlivy y un buque de desembarco, partió de Sebastopol para realizar ejercicios en el océano Índico con un grupo de trabajo de la Flota del Pacífico (el Mariscal Sháposhnikov y el Almirante Panteléyev) y la Armada India. La fuerza contó con el apoyo del buque cisterna del proyecto 1559V Iván Búbnov y el remolcador oceánico del proyecto 712 Shajtior.
En 2008 y 2009, visitó el mar Mediterráneo y participó en ejercicios navales con los buques de la Flota del Norte.
En agosto de 2008, durante la invasión rusa de Georgia, el Moskvá fue desplegado para asegurar el mar Negro. Tras el reconocimiento de la independencia de Abjasia por parte de Rusia, el buque fue estacionado en la capital de Abjasia, Sujumi.
El 3 de diciembre de 2009, el Moskvá quedó inmovilizado durante un mes en el dique flotante PD-30 para una revisión provisional programada que incluía la sustitución de la maquinaria de refrigeración y de otro tipo, trabajos de recuperación de los accesorios del fondo y del exterior, de los ejes de propulsión y de los tornillos, así como la limpieza y la pintura de las partes del fondo y de la superficie del casco del buque.
En abril de 2010, se informó de que el crucero se uniría a otras unidades de la Armada en el océano Índico para realizar ejercicios. En agosto de 2013 el crucero visitó La Habana (Cuba).
A finales de agosto de 2013, el crucero fue desplegado en el Mediterráneo para reforzar a la recién creada Escuadra permanente del Mediterráneo en respuesta a la acumulación de buques de guerra estadounidenses a lo largo de la costa de Siria. Durante la anexión de Crimea por Rusia, el Moskvá se encargó de bloquear la flota ucraniana en el lago Donuzlav.
El 17 de septiembre de 2014, fue desplegado nuevamente en el Mediterráneo, tomando el turno del buque de guardia Pytlivy.
En julio de 2015, visitó Luanda (Angola) para celebrar el 40.º aniversario de las relaciones diplomáticas entre los países. Desde finales de septiembre de 2015, durante su estancia en el Mediterráneo oriental, el crucero se encargó de las defensas aéreas del grupo de aviación ruso con base en las proximidades de la ciudad siria de Latakia, que llevó a cabo la campaña aérea en Siria. El 25 de noviembre de 2015, tras el derribo del Sukhoi Su-24 ruso de 2015, se informó de que el Moskvá, armado con el sistema de misiles tierra-aire S-300F, sería desplegado cerca de la frontera costera entre Siria y Turquía. En 2016, fue sustituido por el buque gemelo Varyag en el Mediterráneo oriental. El 22 de julio de 2016, el Moskvá recibió la Orden de Najímov.
En junio de 2019, el crucero salió del puerto de Sebastopol, en el mar Negro, donde realizaría pruebas en varios sistemas de combate y en la propulsión principal.
El 3 de julio de 2020, el buque completó las reparaciones y el mantenimiento, pudiendo alargar su servicio en activo hasta el año 2040. Su primera salida al mar después de las reparaciones estaba prevista para agosto de 2020, aunque en realidad no empezó a prepararse para el despliegue hasta febrero de 2021. Se informó de sus ejercicios en el mar en marzo de 2021.
El 13 de abril de 2022, el buque se hundió cuando era remolcado a puerto para su reparación tras sufrir un grave incidente en el contexto de la invasión rusa de Ucrania, incidente que produjo, según las autoridades rusas, un muerto y 27 desaparecidos. El 23 de abril de ese mismo año, se informó que la Armada Rusa mandaría al buque de salvamento Kommuna para tratar de recuperar el pecio.

## Invasión rusa de Ucrania (2022)

### Ataque a la isla de las Serpientes

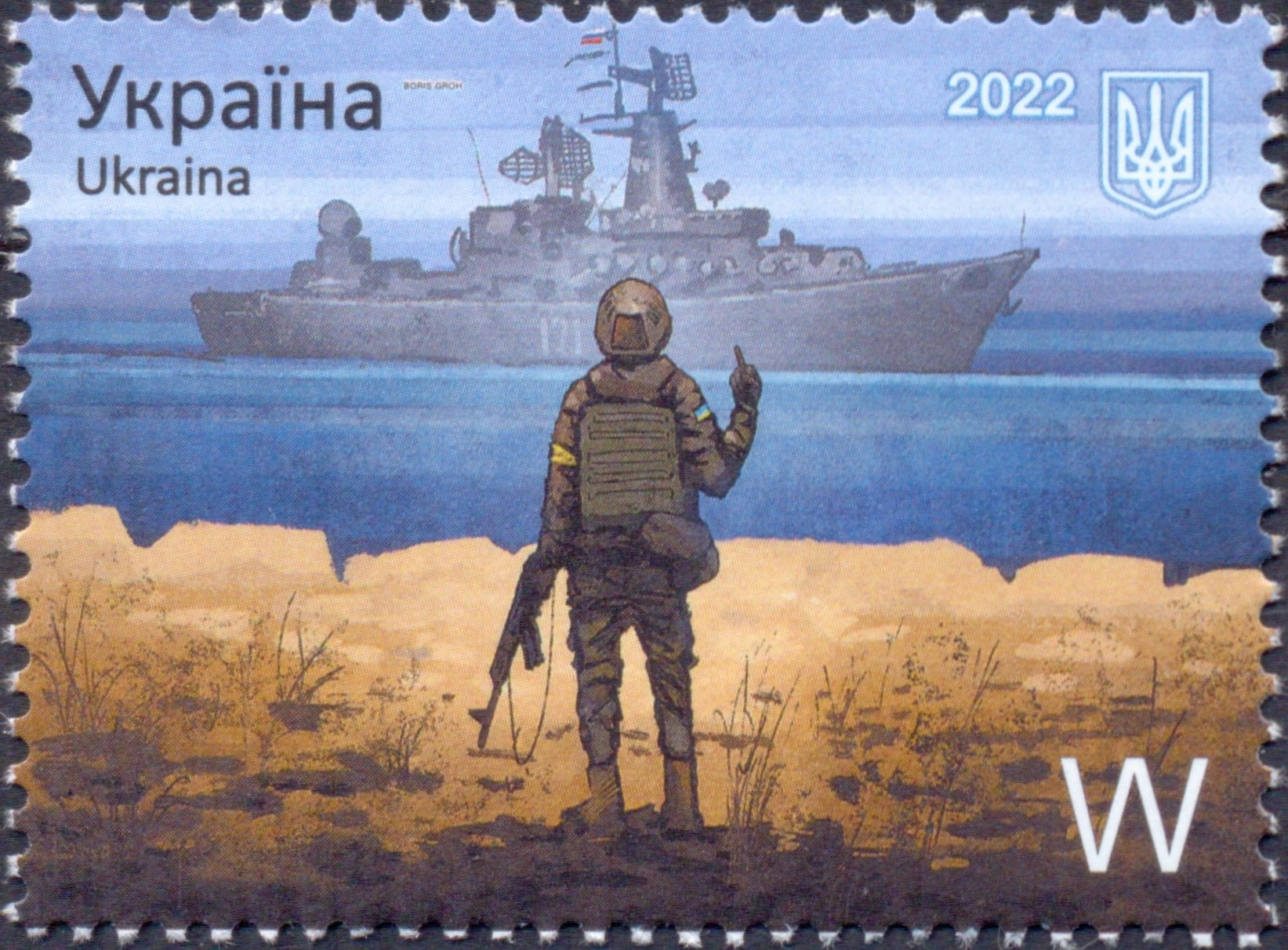
Sello postal ucraniano, que muestra el crucero ruso Moskvá, emitido dos días antes de que se hundiera.

En febrero de 2022, el crucero partió de Sebastopol para participar en la invasión rusa de Ucrania de 2022. El barco fue utilizado más tarde contra las Fuerzas Armadas de Ucrania durante el ataque a la isla de las Serpientes junto con el patrullero ruso Vasily Býkov.
El Moskvá llamó a la guarnición de la isla por radio y exigió su rendición, y los guardias fronterizos ucranianos le contestaron «¡Buque de guerra ruso, vete al carajo!» (en ruso, Russki voyenny korabl, idí na juy).

### Hundimiento
El 13 de abril de 2022, el asesor presidencial ucraniano Oleksiy Arestóvych y el gobernador del óblast de Odesa, Maksym Márchenko, dijeron que el Moskvá había sido alcanzado por dos misiles antibuque Neptuno y estaba en llamas en el mar embravecido. Aparentemente, los misiles fueron lanzados en o cerca de Odesa hacia el Moskvá, ubicado a unas 60 a 65 millas náuticas de la costa. El crucero estaba equipado con un sistema de defensa aérea de tres niveles que en principio debería haberle dado tres oportunidades para defenderse de un ataque con misiles como los Neptuno.
Fuentes ucranianas informaron que el ataque fue apoyado por un dron de combate Bayraktar TB2, que distrajo las defensas del barco ruso. El 14 de abril, el Comando Sur de Ucrania afirmó que el Moskvá se había volcado y comenzaba a hundirse. Se informó que el capitán Anton Kuprin falleció, mientras que 54 tripulantes fueron rescatados por un barco turco.
Según News Corp Australia, los analistas de inteligencia de código abierto informaron que se transmitieron señales de socorro desde el Moskvá, incluidos "SOS", "hundimiento" y mensajes relacionados con los intentos de rescatar a su tripulación en código Morse, y que habían aparecido múltiples embarcaciones de asistencia cerca de la última ubicación conocida del barco.
El 14 de abril de 2022, el portavoz del Pentágono, John Kirby, dijo que las imágenes mostraban que el barco había sufrido una explosión considerable y un "incendio significativo" posterior. La causa de la explosión no estaba clara. Los marineros a bordo del barco fueron trasladados a otros barcos. El Moskvá, con fuego a bordo, parecía dirigirse hacia el puerto de Sebastopol para ser reparado, y no estaba claro si el buque se movía por sus propios medios o si era remolcado. Otros buques de guerra rusos en el norte del Mar Negro se alejaron más de la costa de Odesa después del incidente.
El Ministerio de Defensa ruso dijo que un incendio había provocado la explosión de municiones, que el barco había resultado gravemente dañado y que la tripulación había sido evacuada por completo, sin ninguna referencia a un ataque ucraniano. El ministerio agregó el 14 de abril que los sistemas de misiles del crucero no sufrieron daños, los marineros controlaron el fuego y que se estaban realizando esfuerzos para remolcar el barco a puerto. Más tarde, ese día, el Ministerio declaró que se había hundido mientras era remolcado durante una tormenta.
El barco tenía un desplazamiento de 12 490 toneladas, lo que lo convirtió en el buque de guerra más grande hundido desde la Segunda Guerra Mundial debido a la acción del enemigo (si las afirmaciones de Ucrania son precisas). Desbancaría del puesto al crucero argentino ARA General Belgrano, hundido por la Royal Navy durante la guerra de las Malvinas, que tenía un tamaño similar al Moskvá.
El Consejero de Seguridad Nacional de los Estados Unidos, Jake Sullivan, dijo que la forma en que la saga del Moskvá "se ha desarrollado es un gran golpe para Rusia", lo que obliga a "Moscú a elegir entre dos historias. Una historia es que solo fue incompetencia, y la otra es que fueron atacados. Y tampoco es un resultado particularmente bueno".